# Ulvales
Die Ulvales sind eine Ordnung der Grünalgen. 

## Merkmale
Sie sind überwiegend Einzeller oder fädig (trichal) organisierte Vielzeller. Daneben gibt es höher organisierte Arten wie den Meersalat und andere Angehörige der Gattung Ulva, die einen blattartigen zweischichtigen Thallus ausbilden. Jede Zelle enthält nur einen Chloroplasten. Die Fortpflanzung erfolgt vegetativ durch begeißelte Zoosporen oder sexuell, wobei die Gameten beider Geschlechter ebenfalls begeißelt sind (Anisogamie). Die Zoosporen haben zwei oder vier Geißeln, die Gameten zwei. Neben dem rein haplontischen Lebenszyklus, bei dem alle Zellen außer der Zygote haploid sind, kommt auch (so bei Ulva) ein diplohaplontischer Zyklus vor, bei dem sich haploide und diploide Generationen abwechseln.

## Systematik
Die Ulvales wurden 1828 von Ferdinand von Ritgen erstbeschrieben. Allerdings wird bei WoRMS Blackman und Tansley angegeben, die aber erst  1902 die Beschreibung verfassten.
Nach AlgaeBase gehören folgende Familien mit etwa 280 Arten zur Ordnung:.
| Familien der Chlamydomonadales |                                                     |                                                                       |
| \| Wissenschaftlicher Name \| Autorenzitat \| Anzahl der bekannten Arten und Bemerkungen \| \| -------------------------------------------------------------- \| --------------------------------------------------- \| --------------------------------------------------------------------- \| \| Bolbocoleonaceae \| C.J.O'Kelly & B.Rinkel \| 2 \| \| Capsosiphonaceae \| V.J.Chapman \| 0 \| \| Cloniophoraceae \| A.L.Carlile, C.J.O'Kelly & A.R.Sherwood \| 6 \| \| Ctenocladaceae \| Borzi \| 7 \| \| Jaoaceae \| Fan \| 0 \| \| Kornmanniaceae \| L.Golden & K.M.Cole \| 23 \| \| Phaeophilaceae \| BD.F.Chappell, C.J.O'Kelly, L.W.Wilcox, & G.L.Floyd \| 12 \| \| Ulvaceae \| J.V.Lamouroux ex Dumortier \| 124, größte Familie mit z. B. Ulva mit Flacher Darmtang und Meersalat \| \| Ulvellaceae \| Schmidle \| 101 \| \| daneben gibt es noch 5 Arten unsicherer taxonomischer Stellung \| \| \| |                                                     |                                                                       |
| Wissenschaftlicher Name | Autorenzitat                                        | Anzahl der bekannten Arten und Bemerkungen                            |
| Bolbocoleonaceae | C.J.O'Kelly & B.Rinkel                              | 2                                                                     |
| Capsosiphonaceae | V.J.Chapman                                         | 0                                                                     |
| Cloniophoraceae | A.L.Carlile, C.J.O'Kelly & A.R.Sherwood             | 6                                                                     |
| Ctenocladaceae | Borzi                                               | 7                                                                     |
| Jaoaceae | Fan                                                 | 0                                                                     |
| Kornmanniaceae | L.Golden & K.M.Cole                                 | 23                                                                    |
| Phaeophilaceae | BD.F.Chappell, C.J.O'Kelly, L.W.Wilcox, & G.L.Floyd | 12                                                                    |
| Ulvaceae | J.V.Lamouroux ex Dumortier                          | 124, größte Familie mit z. B. Ulva mit Flacher Darmtang und Meersalat |
| Ulvellaceae | Schmidle                                            | 101                                                                   |
| daneben gibt es noch 5 Arten unsicherer taxonomischer Stellung |                                                     |                                                                       |